# Kay Robertson
Kay Robertson (* 21. Dezember 1947 in West Monroe, Louisiana, Vereinigte Staaten als Marsha Kay Carroway) ist eine US-amerikanische Reality-TV-Darstellerin, die durch die Serie Duck Dynasty über ihre Familie bekannt wurde.
Robertson ist die Witwe des Unternehmers Phil Robertson, mit dem sie seit 1966 verheiratet war. Sie ist Mutter von vier Kindern, Alan, Jase, Willie und Jep Jep Robertson, und hat 16 Enkel sowie mehrere Urenkel.
Nachdem sie im Juni 2021 von ihrem Hund Bobo angegriffen worden war, kündigte sie an, rekonstruktive chirurgische Maßnahmen für ihre Lippen zu benötigen.
Der von ihrem Sohn Willie und ihrer Schwiegertochter Korie Robertson produzierte Film The Blind aus dem Jahr 2023 beleuchtet die Geschichte des Paares bis zum Jahr 1985. Im Film wird sie hauptsächlich von Amelia Eve dargestellt sowie – im Alter von 11 bzw. 16 Jahren – von Scarlett Abinante und Brielle Robillard.
Im Jahre 2013 veröffentlichte sie das Kochbuch Miss Kay's Duck Commander Kitchen: Faith, Family, and Food--Bringing Our Home to Your Table.

## Veröffentlichungen
- Miss Kay's Duck Commander Kitchen: Faith, Family, and Food – Bringing Our Home to Your Table (zusammen mit Chrys Howard), Simon & Schuster, New York 2013, ISBN 978-1-4767-6320-0